# Oabius sanjuanus
Oabius sanjuanus är en mångfotingart som beskrevs av Chamberlin 1928. Oabius sanjuanus ingår i släktet Oabius och familjen stenkrypare. Inga underarter finns listade i Catalogue of Life.